# Make-Up Artists and Hair Stylists Guild
Die Make-Up Artists and Hair Stylists Guild ist eine US-amerikanische Gewerkschaft, die Maskenbildner und Hairstylisten im Bereich Filme, Fernsehserien, Werbespots und Theaterproduktionen in den Vereinigten Staaten vertritt. Sitz ist Burbank (Los Angeles County).
Die Mitglieder wurden in den vergangenen Jahren von verschiedenen Honor Societies ausgezeichnet und gewannen zahlreiche bedeutende Preise, unter anderem den Oscar, den Emmy, den Saturn Award und den BAFTA. Die Make-Up Artists and Hair Stylists Guild wurde 1937 gegründet. Sie ist die Ortsgruppe 706 der International Alliance of Theatrical Stage Employees (IATSE).
Die Gewerkschaft organisiert jährlich die sogenannten Make-Up Artists & Hair Stylists Guild Awards, in der Künstler für ihre Leistungen honoriert werden. Im Jahr 2016 wurden die Auszeichnungen in 19 verschiedene Kategorien unterteilt. Zudem vergibt die Gewerkschaft die Lifetime Achievement Awards sowie seit 2014 die Distinguished Artisan Awards, einen speziellen Preis an Schauspieler und Filmemacher für kreative Beiträge, den Johnny Depp als erster Schauspieler erhielt.